# Пуркараччя
Пуркараччя (фр. Purcaraccia корс. Purcaraccia) — річка-потік Корсики (Франція). Довжина 5,6 км, витік знаходиться на висоті 1 707  метрів над рівнем моря на схилах гори Пунта ді Фурнеллу (Punta di u Fornellu) (1662 м). Впадає в річку Соленцара на висоті 391 метр над рівнем моря.
Протікає через комуну Куенца і тече територією департаменту Верхня Корсика та кантоном Таллано-Скопамене (Tallano-Scopamène). Річечка стала відома своїм колоритним водоспадом, який включений у програму багатьох туристичних маршрутів по Корсиці.[джерело?]